# ISO 639-2
ISO 639-2:1998, Кодови за представљање назива језика — 2 дио: алфа-3 код (енгл. Codes for the representation of names of languages — Part 2: Alpha-3 code), је други дио ISO 639 стандарда, који садржи списак кодова за престављање назива језика. Трочлани кодови дати за сваки језик у овом случају се називају „алфа-3“ кодови. Има 464 кодова на списку кодова ISO 639-2 стандарда.
Конгресна библиотека САД је регистаторско тијело за ISO 639-2 (још се назива и ISO 639-2/RA). Као регистраторско тијело, библиотека прима и провјерава предложене промјене; такође заступа на ISO 639-2/RA Заједничком савјетодавном комитету задуженом за одржавање ISO 639 кодова.

## Историја и везе са осталимкодовима
Рад ISO 639-2 стандарда је почео 1989. године, зашто што ISO 639-1 стандард има двочлани код за језике, и није у могућности да прими довољан број језика. ISO 639-2 је први пут пуштен у употребу 1998. године.
У пракси, ISO 639-2 је у великој мјери замјењен ISO 639-3 стандардом (2007), који је укључивао све језике у ISO 639-2 са још многим другим. Он такође укључује посебне и резервисане кодове, и направљен је да се не сукобљава са ISO 639-2. ISO 639-3, међутим, не укључује било коју групу језика из ISO 639-2, док је већина њих укључена у ISO 639-5.

## икодови
Док је већина језика дата једним кодом по стандарду, двадесет описаних језика има два трочлана кода, „библиографски“ код, који је изведен из енглеског назива за језике и има неопходну насљедну функцију, и „терминолошки“ код, који се добија из назива на матерњем језику. Сваки од ових двадесет језика је такође укључен и у ISO 639-1 стандард.
У принципу су T кодови у већој употреби, ISO 639-3 користи ISO 639-2/T. Међутим, ISO 15924 користи кодове из ISO 639-2/B када је то могуће.